# Les Quadrilles multicolores
Pour plus de détails, voir Fiche technique et Distribution.
Les Quadrilles multicolores (Die Buntkarierten) est un film dramatique est-allemand réalisé par Kurt Maetzig, sorti en 1949.

## Synopsis
En 1883, Marie, une femme de chambre, met au monde une fille illégitime qu'elle nomme Guste. Marie meurt en couches, Guste grandit avec sa grand-mère. Bien qu'elle veuille devenir une fille avec une bonne situation, on la destine à être femme de chambre. Elle fait la connaissance du peintre maître Paul Schmiedecke ; au cours de leur mariage, on leur offre du linge à carreaux qui est couramment utilisé par les servantes. Guste obtient une position et est mère au foyer. Dix ans plus tard, elle est la mère de deux enfants : Hans le fils aîné et Susi, sa jeune sœur. La Première Guerre mondiale est difficile pour la famille : Paul est obligé de partir, Guste doit subvenir seule à la famille. Quand elle se rend compte qu'elle collabore à la fabrication d'obus, elle démissionne et se fait laveuse de carreaux. Dans ces moments difficiles, elle aide ses voisins, les Lewin, une famille juive en s'occupant des enfants et de la couture.
Paul le père revient de la guerre et a hâte de retrouver ses arlequins, comme il le dit à son épouse. Il s'engage dans le syndicalisme mais perd son emploi durant la Grande Dépression et meurt peu après. Hans se retrouve lui aussi au chômage peu après qu'il a épousé la jeune Erika et est devenu le père d'une petite Christel. Lorsque Hitler prend le pouvoir, Hans retrouve du travail : comme sa mère auparavant, il fabrique des obus. Guste le lui reproche, elle n'a pas envie du retour de la guerre, mais Hans est fier de gagner de l'argent. Les Lewin sont expulsés, Guste promet de prendre soin de leur appartement. Elle réagit avec horreur quand les meubles de la famille sont mis aux enchères. Hans parvient à la calmer. Lors d'un bombardement sur Berlin, Hans, son épouse et les enfants meurent. Guste est désespérée et exprime violemment sa colère. Elle est alors arrêtée ; elle ne sort qu'après la fin de la Seconde Guerre mondiale.
En fait, Christel a survécu à l'attaque car elle participait à la lutte anti-aérienne. En 1949, elle obtient son diplôme d'entrée aux études. Elle va voir Guste qui lui offre une robe qu'elle a confectionnée, une robe à carreaux pour son mariage. Tout en mangeant de la soupe, la vieille dame se souvient avec nostalgie de toute ses étapes dans sa vie. 

## Fiche technique
- Titre : Les Quadrilles multicolores
- Titre original : Die Buntkarierten
- Réalisation : Kurt Maetzig
- Scénario : Berta Waterstradt (de), d'après sa pièce de théâtre radiophonique Während der Stromsperre (« Durant la coupure de courant »)
- Direction artistique : Emil Hasler
- Costumes : Walter Schulze-Mittendorff
- Photographie : Friedl Behn-Grund, Karl Plintzner
- Son : Erich Schmidt
- Montage : Ilse Voigt (de)
- Musique : H. W. Wiemann
- Production : Karl Schulz (de)
- Société de production : DEFA
- Société de distribution : DEFA
- Pays de production :  Allemagne de l'Est
- Langue : allemand
- Format : noir et blanc - 1.37 : 1 - Mono - 35 mm
- Genre : drame
- Durée : 100 minutes
- Date de sortie :
  - Allemagne de l'Est : 8 juillet 1949

## Distribution
- Camilla Spira: Guste
- Werner Hinz: Paul
- Lotte Lieck: Grand-mère
- Friedrich Gnaß: Grand-père
- Yvonne Merin: Marie
- Kurt Liebenau: Hans
- Yvonne Sturm: Erika
- Brigitte Krause: Christel
- Margarete Kloppstech: Susi
- Walter Bluhm: Lewin
- Waltraut Kramm (de): Ruth Lewin
- Carsta Löck: Emma
- Ursula Diestel (de): Frieda
- Willi Rose (de): le Landsturmmann
- Herbert Hübner: Major Markenbrunn
- Ilva Günten: Major Markenbrunn
- Hans Klering (de): Anton
- Else Reval (de): la cuisinière
- Arno Paulsen: Schulz
- Hans Alexander: Gustav
- Käte Alving (de): la sage-femme
- Hans Joachim Schoelermann: le docteur
- Susi Deitz: Mme Schulz
- Lothar Firmans: le recteur
- Albert Venohr: le maître d'œuvre
- Jürgen Peter Jacoby: Hans, enfant
- Evelyne Köhler: Guste, enfant
- Dorothea Müller: Emma, enfant
- Micaëla Kreißler (de): Christel, enfant
- Katja Maetzig: Ingrid
- Werner Peters: l'oberleutnant von der Lohe
- Peter Marx: le commissaire-priseur
- Liselotte Köster (de): la danseuse
- Jockel Stahl (de): le danseur
- Walter Gross: le conférencier

## Analyse
Berta Waterstradt (de) expose son adaptation de la pièce à la DEFA qui la refuse. De son côté, Kurt Maetzig propose d'adapter le roman d'Eduard Claudius (de), Grüne Oliven und nackte Berge, qui se déroule durant la Guerre d'Espagne, ce qui lui est refusé aussi. Ils se rencontrent par hasard au cinéma. Maetzig accepte de porter le scénario qu'elle va écrire.

## Distinctions
Le film a été présenté en sélection officielle en compétition au Festival de Cannes 1949.